# Lippai Balázs Roma Szakkollégium
A Lippai Balázs Roma Szakkollégiumot 2012-ben alapították Hajdúböszörményben. A Debreceni Egyetem Hajdúböszörményben működő Gyermeknevelési és Gyógypedagógiai Karának szakkollégiuma.

## Bemutatása
A Lippai Balázs Roma Szakkollégium legfőbb céljának azt tekinti, hogy hozzájáruljon a közéleti feladatok iránt elkötelezett, aktív társadalmi párbeszédet kezdeményező és folytató sikeres értelmiségiek formálódásához.
A szakkollégium törekvése, hogy felsőoktatási környezetben támogassa cigány és nem cigány fiatalok egyéni és közösségi szintű fejlődését. Ezt személyre szabott mentorálás és sokoldalú készségfejlesztés révén kívánják elérni, amely során a szakmai kiválóság társul a társadalmi érzékenységgel és szociális elkötelezettséggel. A képzés során megszerzett speciális ismeretek segítségével a hallgatók a helyi közösségek aktív tagjaivá válnak, és tevékenyen hozzájárulnak a társadalmi felzárkózást és integrációt szolgáló, közös társadalmi célkitűzések megvalósításához.
A szakkollégium székhelye a Debreceni Egyetem Gyermeknevelési és Felnőttképzési Karán található, Hajdúböszörményben. Az intézmény hivatalosan 2012 januárjában jött létre, de kialakulásának előzményei több évtizedre nyúlnak vissza. A fejlődés első mérföldköve 2001-ben történt, amikor a cigány társadalom és kultúra ismeretét közvetítő tantárgyakat fokozatosan beemelték az óvodapedagógus és szociálpedagógus képzések tantervébe. A szellemi műhely fokozatos kiépülése során egyre több, a terület iránt érdeklődő szakember csatlakozott a kezdeményezéshez.
A szakkollégium létrejöttét az indokolta, hogy a kar oktatási és kutatási tevékenysége során világossá vált: a szociokulturális környezet változásai összetett társadalmi igényeket hívtak életre. Egyrészt a növekvő számú cigány hallgatók sajátos képzési igényei, másrészt a hallgatók megnövekedett érdeklődése a kisebbségi közösségek iránt egyaránt hozzájárultak a szakkollégium megalapításához. Továbbá a régióban végzett alkalmazott társadalomtudományi kutatások – melyek demográfiai, migrációs, gazdasági és etnikai folyamatokat vizsgáltak – rávilágítottak arra, hogy a kar hivatásához szorosan kapcsolódó társadalmi felelősségvállalás csak magasabb szintű intézményi keretek között valósítható meg hatékonyan.
A szakkollégium hivatalos elindítását megelőzte egy együttműködési megállapodás a Debreceni Egyetem Gyermeknevelési és Felnőttképzési Kara (a kar mai neve: Gyermeknevelési és Gyógypedagógiai Kar), Hajdúböszörmény Város Önkormányzata, valamint a Türr István Képző és Kutatóintézet debreceni igazgatósága között. Az intézmény fizikai elhelyezését biztosító Roma Innovációs Központ épületét 2012. október 16-án adták át. A szakkollégium szakmai tevékenysége az Ötágú síp projekt keretében indult, amely egy 30 hónapos program volt. A projekt lezárása után, 2015 augusztusától Kocsis Péter szakmai vezetőként, Szabó Henriett pedig igazgatóként irányítja az intézmény működését.